# Scotopteryx subfimbriata
Scotopteryx subfimbriata är en fjärilsart som beskrevs av Louis Beethoven Prout 1917. Scotopteryx subfimbriata ingår i släktet backmätare, och familjen mätare. Inga underarter finns listade.